# Мура Маре (Муреш)
Мура Маре (рум. Mura Mare) насеље је у Румунији у округу Муреш у општини Горнешти. Oпштина се налази на надморској висини од 406 m.

## Становништво
Према подацима из 2002. године у насељу је живело 54 становника.

### Попис2002.
| Расподела становништва по националности 2002.‍ | Расподела становништва по националности 2002.‍ | Расподела становништва по националности 2002.‍ | Расподела становништва по националности 2002.‍ | Расподела становништва по националности 2002.‍ |
| --------------------------------------------- | --------------------------------------------- | --------------------------------------------- | --------------------------------------------- | --------------------------------------------- |
|                                               |                                               |                                               |                                               |                                               |
| Румуни                                        | Румуни                                        |                                               | 47                                            | 88,7%                                         |
| Роми                                          | Роми                                          |                                               | 6                                             | 11,3%                                         |